# Pianoconcert (Winkler)
David Winkler componeerde zijn enige Pianoconcert in 2006 (gegevens 2009).
Het pianoconcert werd geschreven op verzoek van het Symfonieorkest van de Universiteit van Cuyo voor dirigent David Handel voor een aantal opnamen die hij zou maken in Zuid-Amerika met orkesten. Het werk werd uiteindelijke opgenomen door dat orkest, Mendoza, Argentinië. Het concert is geschreven in de romantische stijl en vergt nogal wat energie van de solist, met name de delen 1 en 3.
Naast de haast traditionele muziek, is het werk ook in de traditionele opzet geschreven, de drie delen (snel-langzaam-snel) luiden:
1. Maestoso e cantabile
2. Adagio (funebre)
3. Allegro con spirito.

## Orkestratie
Ook de instrumentatie is traditioneel te noemen:
- 2 dwarsfluiten, 2 hobo's, 2 besklarinetten, 2 fagotten
- 4 hoorns, 3 trompetten, 3 trombones, 1 tuba
- 1 stel pauken, bekkens, grote trom, piano
- violen, altviolen, celli, contrabassen.

## Discografie
Het werk wacht anno 2009 nog op haar eerste publieke uitvoering. Er is inmiddels wel een opname verschenen:
- Uitgave Naxos: Symfonieorkest van de Universiteit van Cuyo, onder leiding van David Handel met pianist Alexander Panizza; een opname van 18 oktober 2006.

De opname is niet volmaakt; zo klinkt de trombone als of hij is een badkamer bespeeld wordt. Daartegenover staat dat het de enige opname is van een anachronistisch pianoconcert, dat zonder voorkennis ingedeeld zou kunnen worden bij compositie van rond 1900.